# Daniel Orton
Daniel Orton (Oklahoma City, 6 augustus 1990) is een Amerikaans basketbalspeler.

## Carrière
Orton speelde collegebasketbal voor de Kentucky Wildcats van 2009 tot 2010. Hij stelde zich in 2010 kandidaat voor de NBA-draft en werd gekozen als 29e in de eerste ronde door de Orlando Magic. Bij de Magic speelde hij ook bij hun opleidingsploeg New Mexico Thunderbirds in 2010 maar door een blessure zat het seizoen er al snel op. In zijn eerste seizoen kwam hij niet aan spelen toe, in zijn tweede seizoen speelde hij 16 wedstrijden en twee als starter. Hij tekende daarna een contract bij de Oklahoma City Thunder waar hij dertien wedstrijden speelde en speelde ook voor hun opleidingsploeg Tulsa 66ers. In het seizoen 2013/14 speelde hij 22 wedstrijden voor de Philadelphia 76ers. In 2014 tekende hij een contract bij de Maine Red Claws en speelde het seizoen bij hen uit. Hij speelde tijdens de Summer League bij de Washington Wizards maar kreeg geen plaats in hun selectie voor het reguliere seizoen.
Daarop tekende hij een contract bij het Chinese Shanxi Zhongyu maar verloor zijn plaats aan Jeremy Tyler en speelde niet voor hen. Hij tekende dan bij de Sichuan Blue Whales waar hij het seizoen 2014/15 doorbracht tot op 1 februari toen hij zijn contract ontbond. Op 4 februari tekende hij bij het Filipijnse Purefoods Star Hotshots, op 11 februari noemde hij Manny Pacquiao: "A joke". Hij werd door de Filipijnse competitie geschorst voor zijn opmerking. Hij tekende op 11 maart voor de D-League ploeg Grand Rapids Drive maar vertrok er al weer de 26e. Op 31 maart tekende hij een contract bij de Idaho Stampede maar dat werd de volgende dag weer ontbonden. In augustus 2015 tekende hij een contract bij het Griekse AEK Athene BC maar speelde geen wedstrijd voor hen. In november tekende hij een contract bij de Santa Cruz Warriors waar hij in januari weer vertrok. In de volgende jaren speelde Orton bij tal van ploegen in Azië.

## NBA Statistieken

### Regulier seizoen
| Seizoen  | Team                  | WG | WS | MPW  | 2P%  | 3P% | FW%  | RPW | APW | SPW | BPW | PPW |
| -------- | --------------------- | -- | -- | ---- | ---- | --- | ---- | --- | --- | --- | --- | --- |
| 2011/12  | Orlando Magic         | 16 | 2  | 11,7 | 56,7 | 0,0 | 44,0 | 2,4 | 0,3 | 0,5 | 0,6 | 2,8 |
| 2012/13  | Oklahoma City Thunder | 13 | 0  | 8,0  | 46,2 | 0,0 | 52,9 | 2,0 | 0,3 | 0,3 | 0,2 | 2,5 |
| 2013/14  | Philadelphia 76ers    | 22 | 4  | 11,4 | 44,7 | 0,0 | 76,7 | 2,8 | 0,7 | 0,3 | 0,7 | 3,0 |
| Carrière | Carrière              | 51 | 6  | 10,6 | 48,5 | 0,0 | 59,7 | 2,5 | 0,5 | 0,4 | 0,5 | 2,8 |

### Play-offs
| Seizoen  | Team          | WG | WS | MPW | 2P% | 3P% | FW%   | RPW | APW | SPW | BPW | PPW |
| -------- | ------------- | -- | -- | --- | --- | --- | ----- | --- | --- | --- | --- | --- |
| 2011/12  | Orlando Magic | 4  | 0  | 2,3 | 0,0 | 0,0 | 100,0 | 0,5 | 0,0 | 0,0 | 0,0 | 1,0 |
| Carrière | Carrière      | 4  | 0  | 2,3 | 0,0 | 0,0 | 100,0 | 0,5 | 0,0 | 0,0 | 0,0 | 1,0 |